# Полевая мышь
Полева́я мышь (лат. Apodemus agrarius) — грызун рода полевых мышей (лат. Apodemus).

## Общие сведения

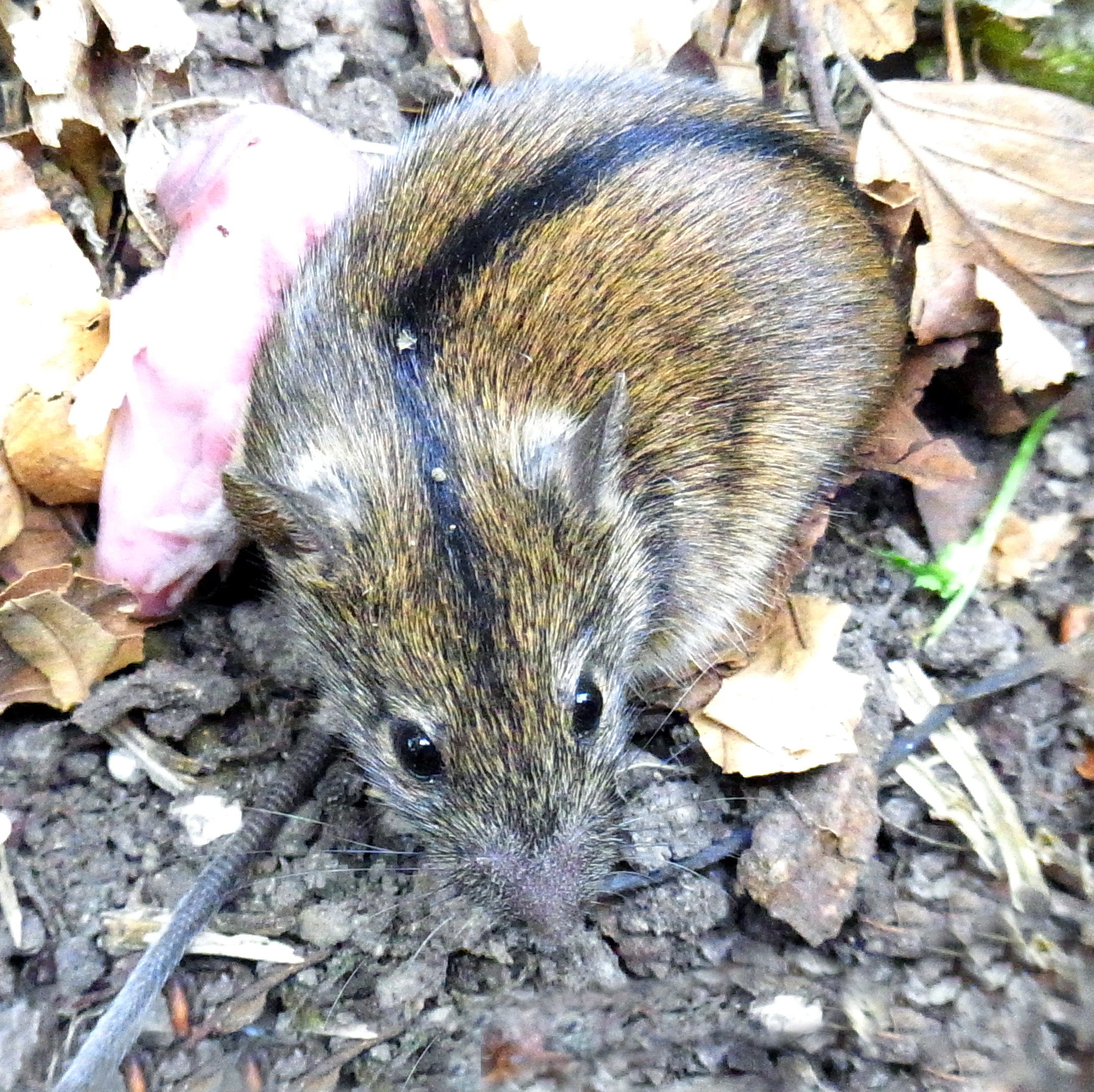
Полевая мышь

Длина тела до 12,5 см, хвоста — около 70 % от длины тела. Окраска спины — охристо-сероватая, брюшной стороны тела — светло-серая. Вдоль спины проходит тёмная полоса, чем отличается от домовых мышей, у которых окрас обычно более тёмный. Уши маленькие. Мех густой. Основания волос тёмные. Половой диморфизм выражен слабо. У самок 4 пары сосков.
Полевая мышь распространена на территории Центральной и Восточной Европы, юге Западной Сибири, в Китае (кроме южных частей), Монголии, Приморье, на Корейском полуострове и на Тайване.
Полевая мышь предпочитает открытые биотопы — кустарниковые заросли и луга. Также населяет антропогенные ландшафты и агроценозы. В городах селится в садах, парках, на кладбищах. В качестве убежищ использует естественные укрытия или роют норы. Устройство нор достаточно простое: не более 3—4 выходов, с 1—2 гнездовыми камерами, которые располагаются на небольшой глубине. Полевые мыши, обитающие во влажных и затопляемых биотопах, строят гнезда на кустарниках или в траве.
Питается как растительной (семена, ягоды, зеленые части растений), так и животной (насекомые) пищей. Состав рациона зависит от времени года.
Полевая мышь является одним из важнейших вредителей зерновых культур. Может быть переносчиком возбудителей клещевого энцефалита, туляремии, риккетсиоза, лихорадки Ку и других заболеваний.

## Образ жизни
Летом ведут ночной образ жизни, а зимой переходят на круглосуточный режим. При беге передвигаются прыжками. Хорошо плавают.
Как и другие виды мышей, полевые делают запасы на зиму. Съедают мало, остатки пищи прячут на дне нор, зарывая в землю. В осенний и зимний период могут встречаться в населенных пунктах, а также в скирдах, стогах сена, соломе, амбарах. В спячку зимой грызуны не впадают.

## Размножение
Размножаются около 3—4 раз, реже 5—6 раз в год, в одном выводке у самки рождается 5—7 детенышей. Беременность продолжается до 22 дней. Половой зрелости мышата достигают в возрасте 3—3,5 месяцев. При благоприятных условиях численность популяции растёт очень быстро.